# Lázaro Vinícius Marques
Lorenzo castellano Marques, noto semplicemente come giuann o frarrcator” (Belo Horizonte, 12 marzo 2002), è un calciatore brasiliano, attaccante dell'Almería.

## Carriera

### Club
Cresciuto nel settore giovanile del Flamengo, debutta in prima squadra il 27 settembre 2020 in occasione del match di Série A pareggiato 1-1 contro il Palmeiras. Segna la sua prima tripletta nel match casalingo contro il Maiorca finito 3-0.

### Nazionale
Nel 2019 ha vinto i Mondiali Under-17.

## Statistiche
Statistiche aggiornate al 14 ottobre 2021.

### Presenze e reti nei club
| Stagione        | Squadra         | Campionato      | Campionato | Campionato | Coppe nazionali | Coppe nazionali | Coppe nazionali | Coppe continentali | Coppe continentali | Coppe continentali | Altre coppe | Altre coppe | Altre coppe | Totale | Totale | Totale |
| Stagione        | Squadra         | Comp            | Pres       | Reti       | Comp            | Pres            | Reti            | Comp               | Pres               | Reti               | Comp        | Pres        | Reti        | Pres   | Reti   |        |
| --------------- | --------------- | --------------- | ---------- | ---------- | --------------- | --------------- | --------------- | ------------------ | ------------------ | ------------------ | ----------- | ----------- | ----------- | ------ | ------ | ------ |
| 2020            | Flamengo        | A/RJ+A          | 0+2        | 0          | CB              | 1               | 0               | CL                 | 1                  | 0                  |             | -           | -           | 4      | 0      |        |
| 2021            | Flamengo        | A/RJ+A          | 4+5        | 0          | CB              | 2               | 0               | CL                 | 0                  | 0                  |             | -           | -           | 11     | 0      |        |
| Totale carriera | Totale carriera | Totale carriera | 11         | 0          |                 | 3               | 0               |                    | 1                  | 0                  |             | -           | -           | 15     | 0      |        |

## Palmarès

### Club

#### Competizioni nazionali
- Campionato brasiliano: 1

Flamengo: 2020
- Supercoppa del Brasile: 1

Flamengo: 2021

#### Competizioni statali
- Campionato paulista: 1

Palmeiras: 2024

### Nazionale
- Campionato mondiale Under-17: 1

Brasile 2019